# Eric Bruskotter
Eric Bruskotter est un acteur américain né le 22 mars 1966 à Fort Wayne, Indiana (États-Unis).

## Filmographie
- 1987 : Three for the Road (en)de Bill L. Norton : Junior
- 1987 : L'amour ne s'achète pas (Can't Buy Me Love) de Steve Rash : Big John
- 1988 : Rented Lips (en) de Robert Downey Sr. : Farrell's Goons
- 1989 : Not Quite Human II (en) (TV) d'Eric Luke : Rick, Bus Punk
- 1990 : Personne n'est parfaite (Nobody's Perfect) de Robert Kaylor : Stanley
- 1990 : Un ange en basket (Teen Angel Returns) (série TV) : Kevin Donato
- 1991 : Sweet Poison (TV) : JJ
- 1993 : Dragon, l'histoire de Bruce Lee (Dragon: The Bruce Lee Story) de Rob Cohen : Joe Henderson
- 1993 : Dans la ligne de mire (In the Line of Fire) de Wolfgang Petersen : Young Agent
- 1994 : Les Indians 2 (Major League II) de David S. Ward : Rube Baker
- 1995 : USS Alabama (Crimson Tide) de Tony Scott : Bennefield
- 1996 : Le Fan (The Fan) de Tony Scott : Catcher
- 1997 : Starship Troopers de Paul Verhoeven : Breckinridge
- 1998 : Les Indians 3 (Major League: Back to the Minors) de John Warren : Rube Baker
- 2001 : The Hollywood Sign de Sönke Wortmann : Muscle
- 2006 : Bring It On: All or Nothing (vidéo) de Steve Rash
- 2011 : Glee : Cooter Menkins